# Elasticitetsmodul

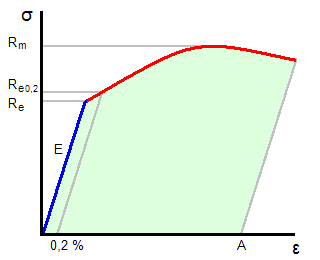
Mekanisk spänning som funktion av töjning under ett dragprov.
I det blå området är provstaven elastisk (töjningen upphör då spänningen upphör). Inom detta blå område gäller Hookes lag. Ökar spänningen ytterligare förblir provstaven deformerad även efter dragprovet. Vid en tillräckligt hög spänning uppnås brottgränsen, staven förlängs hastigt utan att spänningen behöver ökas, varefter ett brott sker. Ju mera den blå linjen lutar, desto högre elasticitetsmodul.

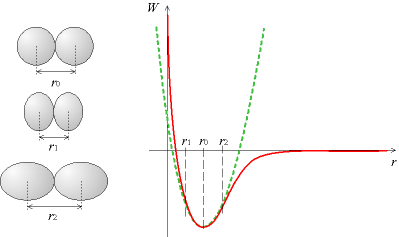
Approximation av potentiell energi som funktion av atomavstånd; den kvadratiska potentialen följer av integrering av Hookes lag.

Elasticitetsmodul E eller Youngs modul (efter Thomas Young) Y är en materialberoende parameter inom hållfasthetsläran som beskriver förhållandet mellan mekanisk spänning och deformation. Elasticitetsmodulen förhåller sig till skjuvmodulen enligt en formel som inkluderar Poissons tal.
Elasticitetsmodulen E för en provstav under ett dragprov är definierad som
{\displaystyle E={\frac {\sigma }{\varepsilon }},}
där σ är spänningen i staven och ε är dess töjning. Enheten är pascal (Pa=N/m²) och storleksordningen är typiskt 100 GPa. Ekvationen är en omformulering av Hookes lag.
Elasticitetsmodulen bestäms av atomernas bindningar och förändras därför inte vid till exempel härdning eller glödgning då dessa behandlingar inte förändrar atombindningarna.

## Ungefärliga värden
Elasticitetsmodulen kan variera mellan olika uppmätningar av draghållfasthet beroende på bland annat testmetod och testmaskin. Dessa värden är approximationer och endast tänkta för ett jämförelsesyfte.
| Material          | GPa                         |
| ----------------- | --------------------------- |
| Polypropen        | 1.5-2                       |
| Polystyren        | 3-3.5                       |
| Nylon             | 2-4                         |
| Magnesium (Mg)    | 45                          |
| Aluminium         | 69                          |
| Mässing och brons | 100-125                     |
| Titan (Ti)        | 116                         |
| Koppar (Cu)       | 117                         |
| Smidesjärn        | 190–210                     |
| Stål              | 210 (200 för armeringsstål) |
| Beryllium (Be)    | 287                         |
| Molybden (Mo)     | 329                         |
| Volfram (W)       | 400-410                     |
| Kiselkarbid (SiC) | 450                         |
| Osmium (Os)       | 550                         |
| Volframkarbid     | 450-650                     |